# Заяц Майорки
Заяц Майорки (лат. Lepus granatensis solisi) — один из трёх подвидов иберийского зайца, обитающий на островах Мальорка и Ивиса в Испании; является видом-эндемиком. 
Майоркская популяция этого вида была впервые описана в 1992 году. На сегодняшний день Заяц Майорки, возможно, является вымершим (скорее всего, на острове Ибица он уже вымер в 1980-х годах), либо же этот подвид очень редок, и находится под критической угрозой исчезновения (как его в настоящее время классифицируют зоологи). Официально исчезнувшим заяц Майорки пока не признан. 
О последнем (неподтверждённом) наблюдении подвида сообщил 9 сентября 2015 года британский турист — возле садов Райша по дороге в муниципалитет Сольер.